# Pridannikowo
Pridannikowo (ros. Приданниково) – wieś (dieriewnia) w Rosji, w obwodzie swierdłowskim, w rejonie krasnoufimskim. W 2021 liczyła 2138 mieszkańców.